# Ceremonial de los Juegos Olímpicos
El ceremonial de los Juegos Olímpicos  es el conjunto de actos, protocolos y eventos simbólicos que dan formalidad u oficialidad a los distintos sucesos que, tradicionalmente, envuelven la realización de las justas deportivas organizadas por el Comité Olímpico Internacional. El simbolismo significativo de este es tal, que se encuentra reglamentado en la Carta Olímpica. El ceremonial de las Olimpiadas Antiguas eran una parte integral de estos Juegos, dado que esos eventos tenían un origen de culto, su ceremonial estaba rodeado de ritos simbólicos, resaltando la apertura y la premiación.
Las Olimpiadas modernas buscaron reproducir, en la medida de lo posible, el simbolismo y formalidad que las antiguas ceremonias daban, adaptándolas con los elementos protocolarios y artísticos de los tiempos contemporáneos, sin omitir rememorar a los Juegos Antiguos. Un ejemplo de esto es la preeminencia de Grecia en las ceremonias de apertura y de clausura. Los componentes de las ceremonias son estipulados por la Carta Olímpica y no pueden ser cambiados por la nación anfitriona. Incluso la parte artística de la ceremonia de apertura y cierre deben tener la aprobación del Comité Olímpico Internacional.
Las ceremonias de apertura y clausura han evolucionado con el paso de los años; con mejoras en tecnología y el deseo de las naciones anfitrionas para exhibir su propia expresión artística, sin embargo los acontecimientos básicos de cada acto han quedado sin cambios, siendo característicos por apegarse (indistintamente de la sede) a las alegorías tradicionales.

## Antiguos precursores
Los Juegos Antiguos, celebrados en Grecia desde el año 776 A.C. hasta el año 393 D.C, proporciona los primeros ejemplos de ceremonias Olímpicas.  La celebración de la victoria, a menudo se refieren a elaborar festines, bebiendo, cantando, y recitando poesía.  Mientras más rico el campeón, más extravagante la celebración. Los campeones eran presentados con una corona de olivos cosechada de un árbol especial en Olimpia por un chico, especialmente seleccionado para este propósito, utilizando una hoz dorada.  El festival concluiría con los campeones haciendo solemnes votos y presentando sacrificios rituales a los varios dioses a los cuales ellos estaban en deuda.
Hay evidencia de cambios dramáticos en el formato de los Juegos Antiguos sobre los casi 12 siglos en los que fueron celebrados. Finalmente, por aproximadamente la 77.ª Olimpiada, un programa estándar de 18 eventos fue establecido.  Para comenzar los Juegos en la Antigua Grecia los organizadores realizarían un Festival de Inauguración. Esto fue seguido por una ceremonia en la cual los atletas tomaban un juramento de deportividad.  La primera competición, una competición artística de trompetistas y heraldos, concluyó las festividades de la apertura.

## Ceremonia de Apertura

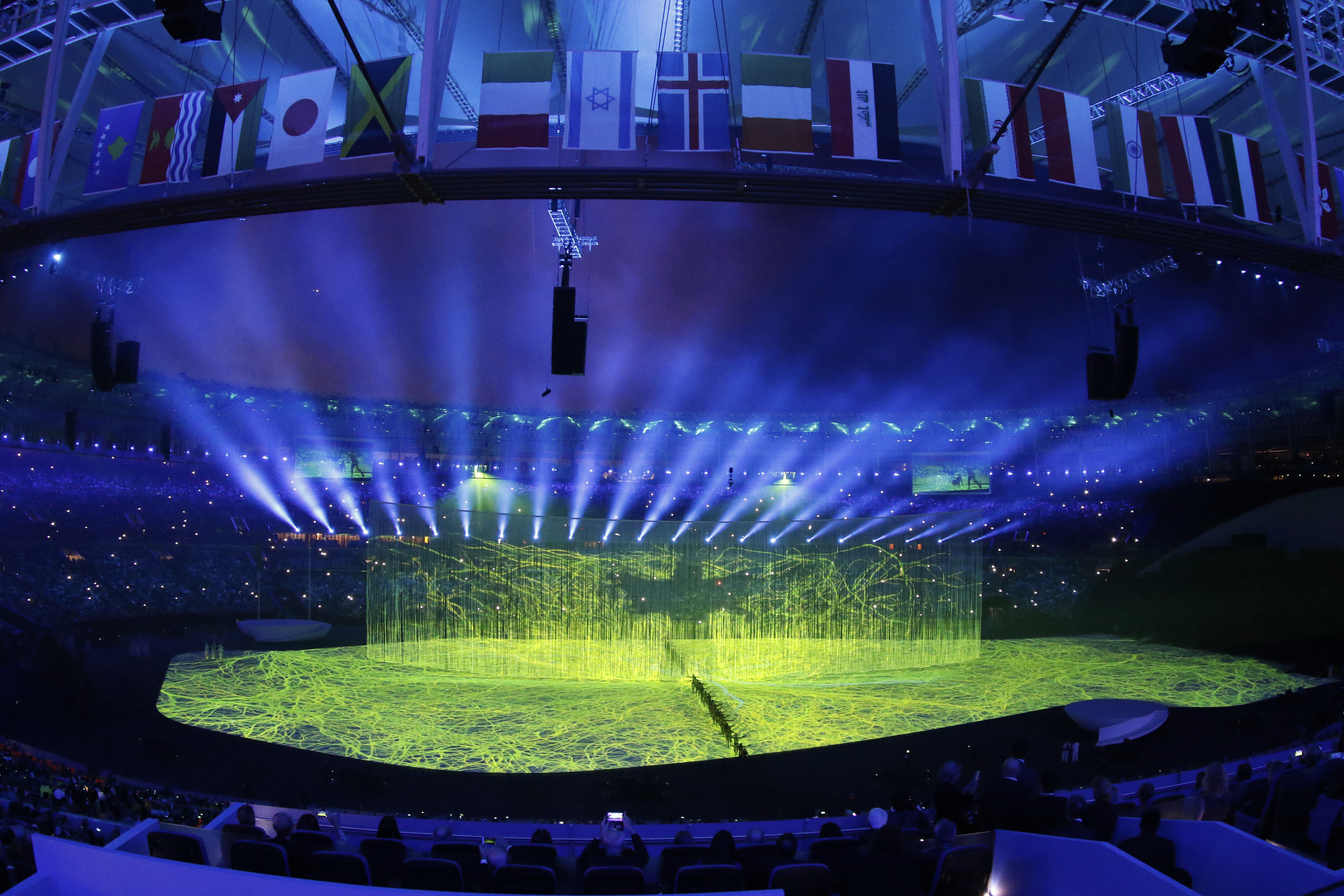
Escena de la ceremonia de apertura de Río 2016.

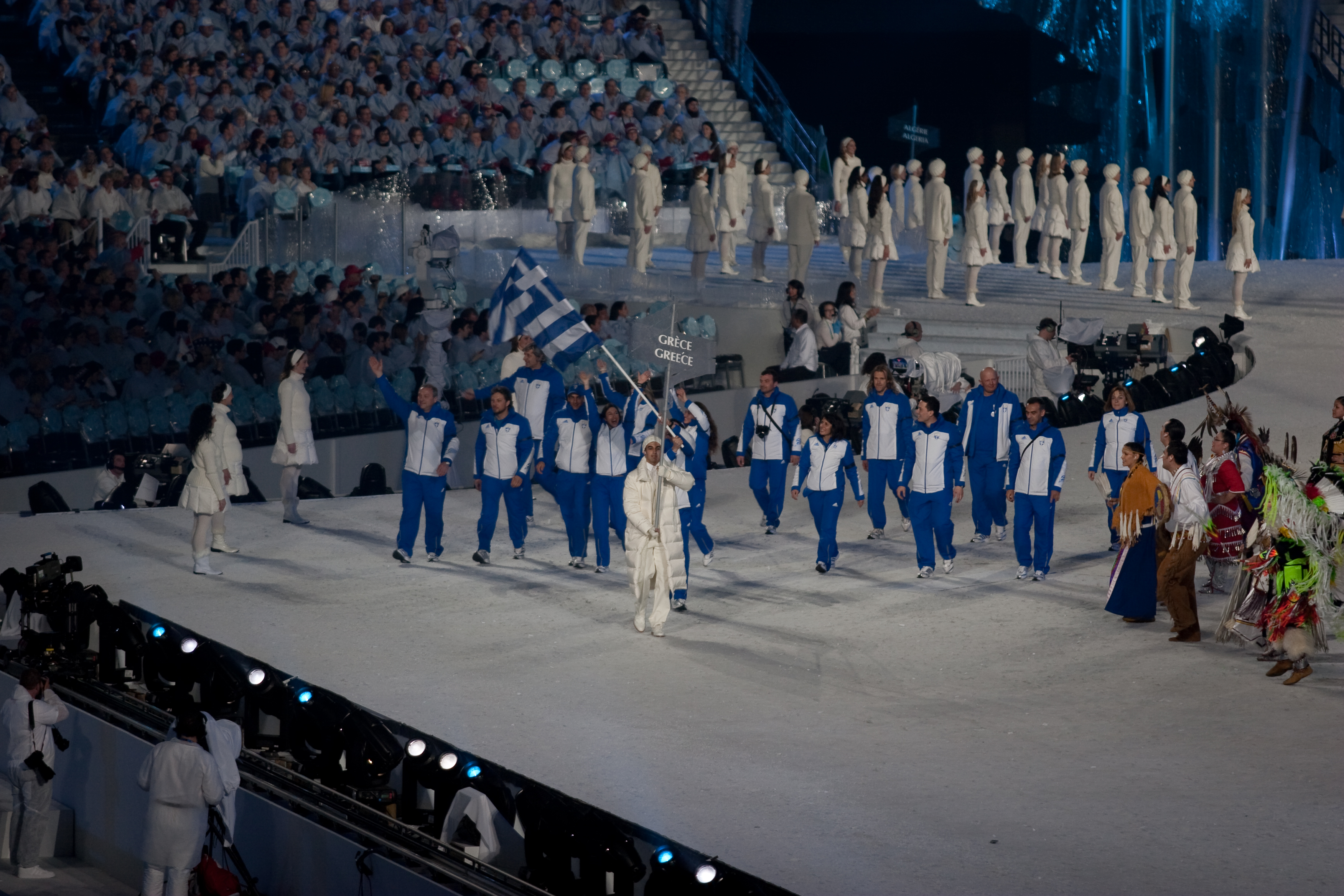
Por tradición, los atletas griegos encabezan el Desfile de Naciones. (Ceremonia de apertura de Vancouver 2010)

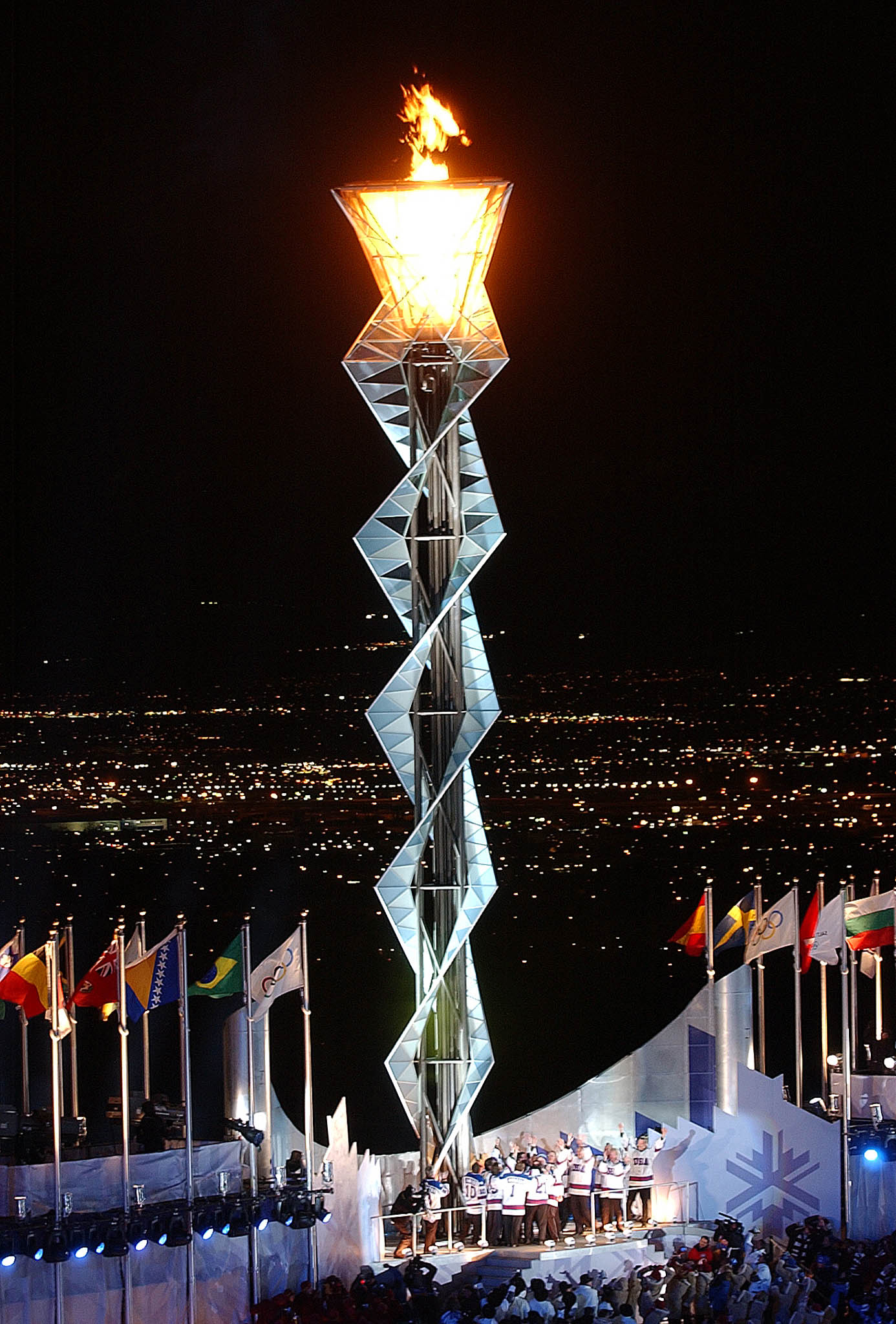
El encendido del pebetero durante la ceremonia de apertura de Salt Lake City 2002

Las ceremonias olímpicas de apertura o inauguración, representan el comienzo oficial de los Juegos Olímpicos. Son el acto en el que confluyen los elementos tradicionales del olimpismo antiguo, la formalidad del protocolo o la diplomacia y las manifestaciones de los componentes culturales, que la ciudad y el país sede desean proyectar al mundo.
Los Juegos Olímpicos de Atenas 1896 contaron con una breve ceremonia de inauguración en el Estadio Panathinaikó, que solo incluyó una representación folclórica llena de elementos del simbolismo helenico, y la primera apertura del evento en voz de un jefe de Estado, por parte del Rey de Grecia Jorge I. Los juegos de París 1900 carecieron de ceremonia de apertura, en virtud de que fueron un evento subordinado como secundario a la Exposición Universal; aunque la misma situación, de ser un suceso complementario a una Feria mundial, ocurrió en San Luis 1904, este si contó con una breve ceremonia protocolaria que dio comienzo a las actividades. Londres 1908 fueron los primeros juegos que incluyeron en el acto de apertura un desfile de las delegaciones participantes, situación que se repitió en Estocolmo 1912. Sería finalmente en los Juegos Olímpicos de Amberes 1920 que se instituyó una ceremonia de inauguración oficial, normada por el COI, planeada y estructurada por el comité organizador, y con elementos que comenzaron a volverse tradicionales.
En recientes ediciones, la competición deportiva empieza con anterioridad a las ceremonias de apertura. Por ejemplo, las competiciones de fútbol para hombres y mujeres desde Sídney 2000 empiezan dos días previos a las ceremonias de inauguración, por el ajuste de calendarios. Aunque el contenido de la ceremonia debe pasar por la aprobación del COI y con apego a la carta olímpica, el orden de los actos y eventos no están predeterminados, aunque si existe una secuencia tradicional, siendo la que a continuación se mostrará, especialmente habitual en las últimas ediciones.

### Entrada y bienvenida
El preámbulo de la ceremonia de inauguración consiste en una cuenta regresiva representada de diversas maneras, pudiendo ser un video en las pantallas del Estadio Olímpico que rememora las ediciones pasadas, un número artístico, fuegos artificiales o un espectáculo de luces y sonido; De esta manera se hace partícipe a la audiencia, tanto de espectadores en el estadio, como a los televidentes. Posteriormente tres voces en el sonido local dan la bienvenida mencionando el nombre oficial del evento, esto se hace comúnmente en tres idiomas, los dos oficiales del COI, inglés y francés, y el del país sede. Desde luego, esto último se omite, si el idioma local es alguno de los dos primeros. 
Finalmente el sonido local anuncia la entrada del jefe de Estado anfitrión y del Presidente del Comité Olímpico Internacional, quienes toman su lugar en el palco de honor, el cual también esta predispuesto en el protocolo; los asientos están reservados en orden para, las dos personalidades mencionadas, que serán acompañados por los presidentes del comité organizador local y del comité olímpico nacional local, así como el gobernante de la ciudad sede; después se ubicaran a los jefes de Estado y de Gobierno invitados, los miembros del COI, los presidentes de las federaciones deportivas y los presidentes de los comités olímpicos nacionales.

### Interpretación del himno nacional local
En una solemne ceremonia se procede al izamiento de la Bandera nacional, en una de las dos astas banderas colocadas al extremo de la pista atlética, de cara al palco de honor. Mientras, un coro, cantante o la pista reproducida en el sonido local, interpretan el Himno nacional.

### Programa artístico
El programa artístico es lo que crea el elemento idiosincrático de cada ceremonia. La visión inicial de Coubertin en las Olimpiadas modernas presentó competiciones atléticas y logros artísticos. Mientras las olimpiadas modernas han evolucionado hacia una celebración del deporte, es en las inauguraciones que uno puede ver mejor el ideal de Coubertin. Las ceremonias de apertura son un ritual importante en los Juegos Olímpicos. Representan una gran variedad de características como mensajes y cualidades similares que unan juntos problemas locales y globales, así como semejanzas culturales en los mismos ámbitos.
El programa artístico de las ceremonias permite al país anfitrión exponer su pasado, presente y futuro de una manera exhaustiva. La nación anfitriona entonces presenta exhibiciones artísticas de música, canto, baile, y teatro representativo de su cultura, historia y el lema de esa olimpiada. Normalmente se reproducen entre tres y cuatro actos. El primero entrelaza algún elemento característico de la cultura local con un homenaje a los Juegos Olímpicos, concluyendo este acto con una representación de los anillos olímpicos, el logo oficial de la competencia y alguna frase característica de saludo o fraternidad hacia los visitantes. El segundo y tercer acto presentan una relativa libertad del comité organizador para manifestaciones artísticas más profundas, ligadas directamente a la identidad nacional, pero también a la de la ciudad sede, o en algunos casos a la región histórica y geográfica a la que pertenece la urbe; suelen ser estos los actos más emotivos, llamativos, largos y elaborados de la ceremonia. Finalmente el último acto suele ser más universal, pues el comité organizador busca desarrollar el mensaje implícito del lema oficial con el que se promocionaron los juegos, a través de coreografías, canciones, luces y fuegos artificiales, siempre vinculándolo a un tema global de interés (esencialmente la paz).
Desde la los Juegos Olímpicos de Moscú 1980, las presentaciones artísticas han ido creciendo en escala y complejidad. La ceremonia de apertura en los Juegos de Beijing, por ejemplo, reportó costar 100 millones de dólares, siendo la mayoría del gasto dentro de la parte artística de la ceremonia.

### Desfile de Naciones

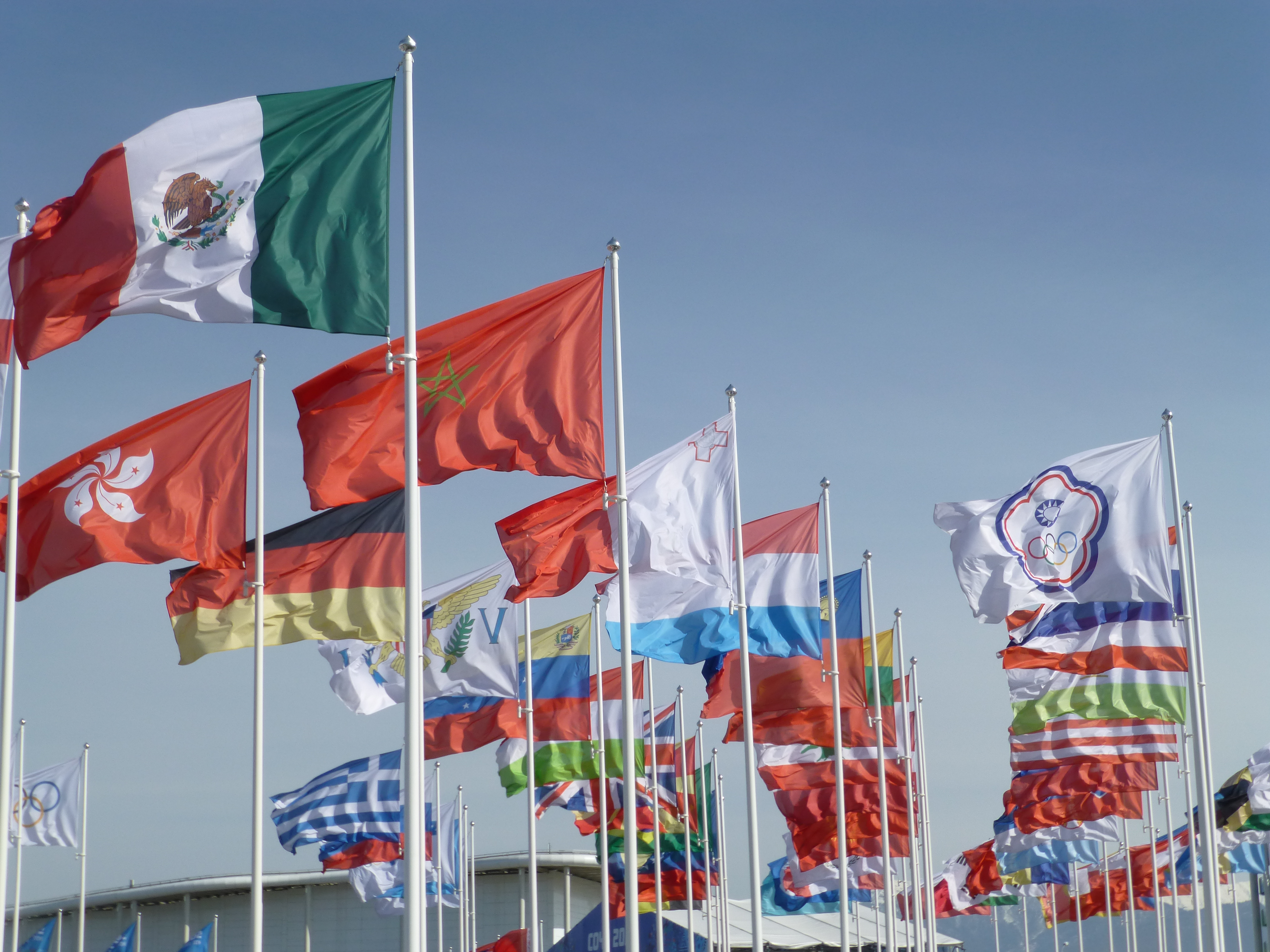
Banderas ondeando durante los Juegos Olímpicos de Sochi 2014.

La parte tradicional de la ceremonia empieza con un "Desfile de Naciones"; este se presentó por primera vez en Londres 1908. Tradicionalmente (desde Ámsterdan 1928), Grecia siempre ha entrado en primer lugar al estadio, debido a su estatus histórico como la cuna de las Olimpiadas, mientras que el país anfitrión marcharía de último. Todos los otros equipos participantes marchan después de Grecia y antes de la nación anfitriona, en orden alfabético de acuerdo a la lengua oficial del país anfitrión. El sonido local menciona el nombre de cada país en inglés, francés y el idioma oficial local (recordando que esto se omite si alguno de los dos primeros es la lengua oficial del país). La delegación de cada comité olímpico nacional está encabezada por una placa con el nombre de su país (cargada por un voluntario local) y por la bandera de su nación, portada por un deportista de la misma, que funge como abanderado oficial.
Durante el desfile participan la mayoría de los atletas marchando hacia el estadio, país por país. No es obligatorio para los atletas participar en las ceremonias de apertura.  Debido al corto intervalo de tiempo entre las ceremonias y los primeros eventos de los Juegos, muchos atletas que compiten en estos acontecimientos tempranos eligen no participar. Es más común para los nadadores abstenerse de la Ceremonia de Apertura porque sus acontecimientos son temprano en el primer día de competición y los jugadores de fútbol porque juegan en ciudades diferentes alejadas de la ciudad anfitriona. 
En las Olimpiadas de Atenas 2004, la bandera griega encabezó el desfile, mientras que el equipo griego marchó de último como la nación anfitriona. En los Juegos Olímpicos de Barcelona 1992, español y catalán eran las lenguas oficiales de los juegos, pero debido a la sensibilidad política que rodea el uso de ambos idiomas, las naciones entraron según el orden alfabético en francés. Por razones desconocidas, tanto los Juegos Olímpicos de Tokio 1964 y los Juegos Olímpicos de Nagano 1998 tuvieron a las naciones entrando en orden alfabético en inglés en vez de caracteres japoneses. En los Juegos Olímpicos de Beijing 2008, los equipos estuvieron ordenados por el número de trazos en la traducción china del nombre del equipo. En los Juegos Olímpicos de Vancouver 2010, los equipos entraron en orden alfabético en inglés, a pesar de que las lenguas de las Olimpiadas son también las lenguas del país anfitrión, Canadá, porque el inglés es el más dominante de los dos en Vancouver y en la provincia anfitriona de la Columbia Británica. En los Juegos Olímpicos de Moscú 1980 y los Juegos Olímpicos de Sochi 2014, los países entraron en orden del alfabético cirílico, el cual es la escritura oficial de la lengua rusa.

### Discursos oficiales
Después de que todas las naciones han entrado, se acondiciona un escenario al centro del estadio, o al extremo de este donde se localizan las astas banderas, para dar paso a los pronunciamientos de las autoridades involucradas. Primero el presidente del Comité Organizador da un discurso donde la retórica (aprobada por el COI) gira en torno a la bienvenida de atletas, autoridades y público general; también hace mención de los esfuerzos de país y ciudad para albergar la justa olímpica y suele cerrar con un deseo de buena suerte a los participantes. Después es seguido por el presidente del COI, cuyo discurso tiene como eje fundamental el agradecimiento a la hospitalidad y esfuerzo organizativo de la ciudad sede, la remembranza de los valores del olimpismo, y al final de su discurso, hace una petición dirigida al jefe de Estado anfitrión para que sea quien oficialmente declare la apertura de los Juegos Olímpicos, pronunciando la siguiente frase:

Declaro abiertos los Juegos de ... (nombre de la sede) que celebran la ... (número de la Olimpiada) Olimpiada de la era moderna.

(En el caso de los juegos de verano).

Declaro abiertos los ... (número de los Juegos Olímpicos de Invierno) Juegos Olímpicos de Invierno de ... (nombre de la sede).

(En el caso de los juegos de invierno)

A pesar de que las Olimpiadas han sido otorgadas a una ciudad particular y no al país en general, la Carta Olímpica actualmente requiere que quien la inaugure sea el jefe de Estado del país anfitrión. Aun así, hubo muchos casos donde alguna otra autoridad, o personalidad de alto rango, diferente al jefe de Estado del país anfitrión inaugure los Juegos. El primer ejemplo fue en los Juegos Olímpicos de París 1900, el cual no tuvo ceremonia de apertura por ser parte de la Exposición Universal de París de 1900. Sólo en los Estados Unidos hay cinco ejemplos donde los Juegos no fueron inaugurados por el jefe de Estado (San Luis 1904, Los Ángeles 1932, Lake Placid 1932, Squaw Valley 1960 y Lake Placid 1980). 
En el sentido contrario, resulta significativo por parte de la Reina del Reino Unido Isabel II, el ser la única jefa de Estado que ha inaugurado dos ediciones olímpicas: Montreal 1976 y Londres 2012. Sin embargo, también resulta destacable que, en su calidad de jefa de Estado de los reinos de la Mancomunidad (estatus bajo el cual inauguró Montreal 1976), igualmente le correspondía inaugurar las ediciones de Melbourne 1956, Calgary 1988, Sídney 2000 y Vancouver 2010, pero no acudió y en su reemplazo se enviaron representantes, siendo el Príncipe consorte Felipe de Edimburgo en el primer caso, y los Gobernadores Generales (depositarios de la jefatura de estado en nombre de la reina) de Canadá y Australia, en los siguientes, según haya correspondido el caso.
Antes de 1936, en la apertura oficial a menudo se hacía un breve discurso de bienvenida antes de declarar inaugurados los Juegos. Aun así, desde 1936, cuando Adolf Hitler inauguró los Juegos Olímpicos de Invierno de Garmisch-Partenkirchen 1936 y los Juegos Olímpicos de Berlín de 1936, los inauguradores han utilizado la fórmula estándar. Las ediciones recientes de los Juegos de Invierno han visto una tendencia de utilizar la primera versión en vez de la segunda, lo cual pasó en los Juegos de Invierno de 2002 y en el 2010. Ha habido cuatro excepciones más a la regla:
- En 1976, Isabel II, Reina de Canadá, abrió los Juegos Olímpicos de Montreal (primero en francés seguido en inglés) con:

Declaro inaugurados los Juegos Olímpicos de 1976, celebrando la XXI Olimpíada de la era moderna.
- En 1984, el presidente de los EE. UU. Ronald Reagan abrió los Juegos Olímpicos de Los Ángeles con:

Celebrando la XXIII Olimpíada de la era moderna, declaro inaugurados los Juegos Olímpicos de Los Ángeles.
- En 2016, el presidente Interino Brasileño Michel Temer abrió los Juegos Olímpicos de Río de Janeiro 2016 con:

Después de este maravilloso espectáculo, declaro inaugurados los Juegos Olímpicos de Río, celebrando la XXXI Olimpíada de la Era Moderna.

### Entrega del"Laurel olímpico"
Esta es la más reciente de las ceremonias integradas al programa de la inauguración, a penas en Río de Janeiro 2016. Consiste en la entrega de un distintivo escultórico que consta de una corona de laurel rodeando los aros olímpicos e incrustada en una roca que parece abrirse ante el símbolo mencionado. Fue creada por el COI para honrar a una persona destacada por sus logros en educación, cultura, desarrollo y paz a través del deporte. Simbolizando la conexión con el Juegos Olímpicos antiguos, la piedra utilizada en el trofeo proviene de la antigua Olimpia.

### Liberación de palomas como símbolo de la paz
El protocolo de la Ceremonia de Apertura exigía una liberación de estas aves como símbolo de la paz. De 1936 a 1988, la liberación de las palomas solía tener lugar antes la llegada de la llama olímpica. Sin embargo, tras la desafortunada desaparición de varios palomas sentadas en el borde  del pebetero en Seúl 1988, el uso de aves reales ha sido reemplazado por una liberación simbólica de palomas, que ahora tiene lugar después del desfile de deportistas y antes del encendido del pebetero olímpico.

### Izamiento de la bandera olímpica e interpretación del himno olímpico
De la misma forma que ocurre con la bandera del país anfitrión, una solemne ceremonia da entrada a la bandera olímpica. Esta es izada al lado de la bandera local y debe ondear durante toda la competencia en el Estadio Olímpico. Mientras se suscita el izamiento, un coro, cantante o la pista en el sonido local interpretan el Himno Olímpico. Habitualmente los portadores de la bandera al ingresar al estadio son deportistas destacados del país local, pero también pueden ser seleccionados deportistas destacados de otras nacionalidades, si así lo considera el comité organizador.
La bandera de los aros o anillos olímpicos no solo es el símbolo más distintivo del olimpismo, sino también uno de los iconos más extendidos y reconocibles a nivel mundial. Su origen data de 1914 cuando fue diseñada por el propio Pierre de Coubertin, tomando como referencia los colores más característicos o comunes que podían encontrarse en las banderas de los cinco continentes habitados de la Tierra. Fue izada por primera vez en Amberes 1920; originalmente incluía el célebre lema olímpico: citius altius, fortius. El himno por su parte, había sido usado informalmente en los eventos de los juegos de Atenas 1896; fue instituido hasta 1917, pero declarado oficial hasta 1958, cuando se recompuso su letra; su estreno ocurrió en las ediciones de Squad Valley 1960 y Roma 1960.

### Juramentos olímpicos
El Juramento Olímpico consiste en la declaratoria, de un representante de los deportistas, los jueces u oficiales y los entrenadores, de su compromiso para respetar los principios y lineamientos del Juego limpio. Los juramentos se hacen en ese orden, en la lengua originaria del involucrado o en inglés, y sosteniendo el extremo de una versión más pequeña de la bandera olímpica. Para ello, se dispone de un escenario central en el estadio, en el que debajo se sitúan alrededor los abanderados de todas las delegaciones formando un semicírculo con todas las banderas nacionales.
El juramento fue escrito originalmente por Pierre de Coubertin, solo era para los atletas y se pronunció por primera vez en Amberes 1920. Posteriormente la letra sería modificada y fueron creadas versiones para jueces y entrenadores.

### Encendido del pebetero olímpico
El encendido del pebetero a través de la Llama olímpica, no solo es el momento cumbre de la ceremonia de inauguración, sino también el principal elemento conector del olimpismo antiguo con el moderno. En la antigüedad el fuego olímpico era el símbolo vigilante que unía el sentido de culto con las demostraciones atléticas. En la ceremonia de inauguración suele hacerse un seguimiento del recorrido antes de entrar al Estadio Olímpico, pero es hasta la entrada el momento donde se enfoca la atención de los asistentes y espectadores. El último trayecto inicia en la denominada "puerta maratón", principal acceso del inmueble; da una vuelta completa a la pista atlética, todo ello a través de los últimos relevos, que suelen ser figuras destacadas del deporte nacional. El penúltimo relevo se dirige a la zona donde se ubique el Pebetero, para entregársela al último portador. Este realizará el recorrido final para encender el pebetero, mientras fuegos artificiales, así como juegos de luces y sonido dan paso a la emotividad de los asistentes. Un último número musical y coreográfico da por concluido el evento.
El fuego olímpico fue encendido por primera vez en un pebetero en Ámsterdam 1928; sin embargo fue en Berlín 1936 donde se estableció el protocolo oficial, que habría de volverse tradición, es decir, el encendido del primer relevo en Olimpia, Grecia, el recorrido internacional y nacional hasta la ciudad sede, y el acto final en el estadio. 
La mayoría de los estadios emplearon pebeteros provisionales (solo el Olímpico de Ámsterdam, el Memorial Coliseum de Los Ángeles y el Olímpico Universitario de la Ciudad de México conservan el pebetero original), la mayoría de ellos montados en estructuras elevadas, ubicadas en alguna de las cabeceras del estadio o a un costado de la pista atlética, esto como un símbolo de que el fuego preside el evento; con el paso de las ediciones, estas estructuras fueron cada vez más elaboradas y creativas. En las ediciones de Río 2016 y Tokio 2020, aunque los pebeteros fueron encendidos en los estadios, no permanecieron ahí y fueron ubicados en áreas públicas para la visibilidad de todos los asistentes; en el primer caso en un pequeño jardín frente a la Iglesia de la Candelaria sobre el «Boulevard Olímpico»; y en el segundo caso en el puente Yume no Ohashi, cerca de la bahía de Tokio. En París 2024, acompañando el hito significativo de que la ceremonia inaugural no fue en un estadio, sino en diversas áreas públicas de la ciudad, el encendido del pebetero y su ubicación sería en el Jardin de las Tullerías.
De la misma forma el encendido se ha vuelto más complejo y llamativo, convirtiéndose algunas de estas ceremonias en momentos de alcance significativo para la memoria colectiva.

## Entrega de medallas

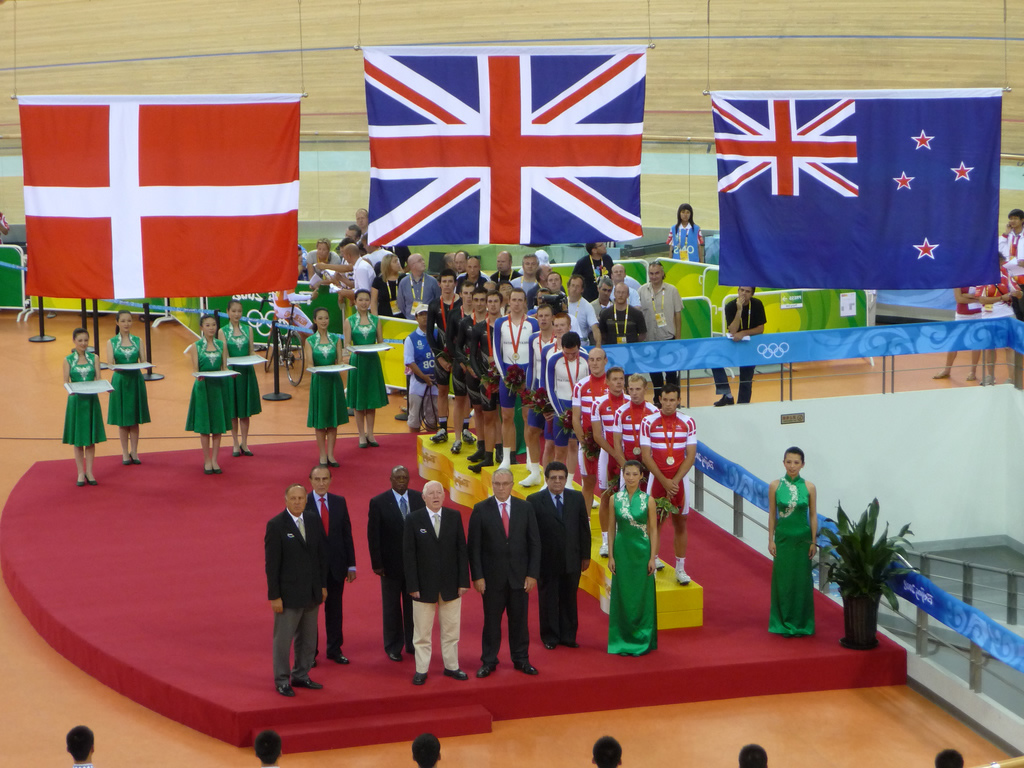
Ceremonia de medallas para la disciplina de persecución varonil por equipos en las Olimpiadas de Veranos de Beijing 2008.

Después de que cada evento Olímpico es completado, una ceremonia de entrega de medallas es celebrada. Los Juegos de verano normalmente conducen las ceremonias inmediatamente después del acontecimiento en los locales respectivos, mientras que en las ediciones de invierno presentarían las medallas en una ceremonia nocturna de victoria celebrada en la plaza de las medallas, excluyendo el curling, patinaje artístico, patinaje de velocidad (comenzado en 1994), patinaje de velocidad de pista corta, y eventos de hockey sobre hielo, en los qué las medallas son presentadas inmediatamente después de las competencias. 
Una tribuna de tres escalones es utilizada para los tres ganadores de medalla, con el ganador de la medalla de oro que asciende a la plataforma más alta en el centro, los medallistas de plata y bronce flanqueándolo. Las medallas son otorgadas por un miembro del COI. El miembro del COI es normalmente acompañado por una persona de la federación deportiva que gobierna la disciplina premiada, este entrega a cada atleta un ramo pequeño de flores. 
Cuándo los Juegos fueron celebradas en Atenas en 2004, los ganadores de medalla también recibían coronas de olivo en honor a la tradición en las Olimpiadas Antiguas. Después de que las medallas son distribuidas, las banderas de las naciones de los tres medallistas son izadas. La bandera del país del medallista de oro en el centro e izada más alto, mientras la bandera del país del medallista de plata está en la izquierda de frente a las banderas y la bandera del país del medallista de bronce en el lado derecho, ambos en elevaciones más bajas que la bandera del país del medallista de oro.  Las banderas son izadas mientras el himno nacional del país del medallista de oro es tocado. Ciudadanos del país anfitrión también actúan como anfitriones durante las ceremonias de medalla. Ellos ayudan a los oficiales quiénes presentan las medallas y actúan como portadores de bandera.
Reglas estrictas norman la conducta de los atletas durante la ceremonia de medallas. Por ejemplo,  es requerido usar solo trajes pre-aprobados que sean estándar para el equipo Olímpico nacional del atleta.  No está permitido demostrar cualquier afiliación política o hacer una declaración política mientras están en el podio medallas. La violación más famosa de esta regla fue el Saludo del Poder Negro de Tommie Smith y John Carlos en la Olimpiada de Verano de 1968 en Ciudad de México.  Por sus acciones, el presidente del COI Avery Brundage exigió su expulsión de las olimpiadas.  Si el Comité Olímpico Estadounidense (USOC por sus siglas en inglés)  no acataba, entonces Brundage demandaría la remoción de todo el equipo de pista y el equipo de campo de los Estados Unidos.  El USOC cumplió con las demandas por lo que Smith y Carlos fueron expulsados.
En el caso de los Juegos Olímpicos de Invierno, la mayoría de las competiciones al aire libre incluyen una ceremonia simbólica para los medallistas. En esta ceremonia, que se lleva a cabo debido al clima frío y consideraciones físicas de los atletas, se les entrega a cada uno un premio específico, como flores, peluches o emblemas que simbolizan la edición en curso. Los ganadores reciben sus premios en el lugar de competencia, mientras que las medallas se entregan al final del día en una área designada conocida como "Plaza de medallas", una tradición que comenzó en los Juegos Olímpicos de 1998.
Como es acostumbrado, las medallas de maratón masculino (en las Olimpiadas de Verano) o las medallas de los 50 km de esquí cross-country masculino (en las Olimpiada de Invierno) son presentadas como parte de la Ceremonia de Cierre, la cual tiene lugar más tarde ese día, en el Estadio Olímpico, y es así la última presentación de medallas de los Juegos.

## Ceremonia de Clausura

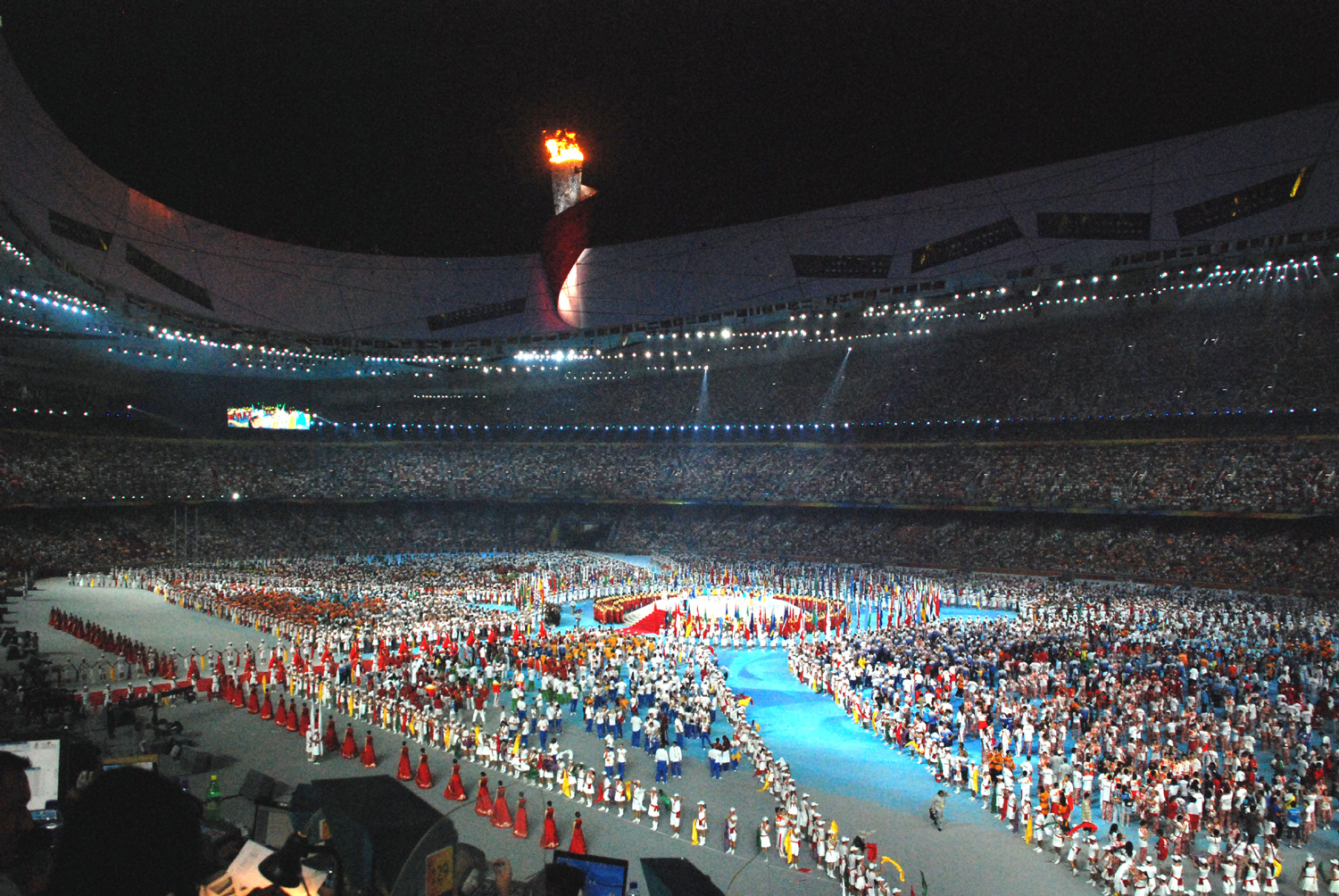
Los atletas reunidos en el estadio durante la ceremonia de clausura de las Olimpiadas de Verano Beijing 2008

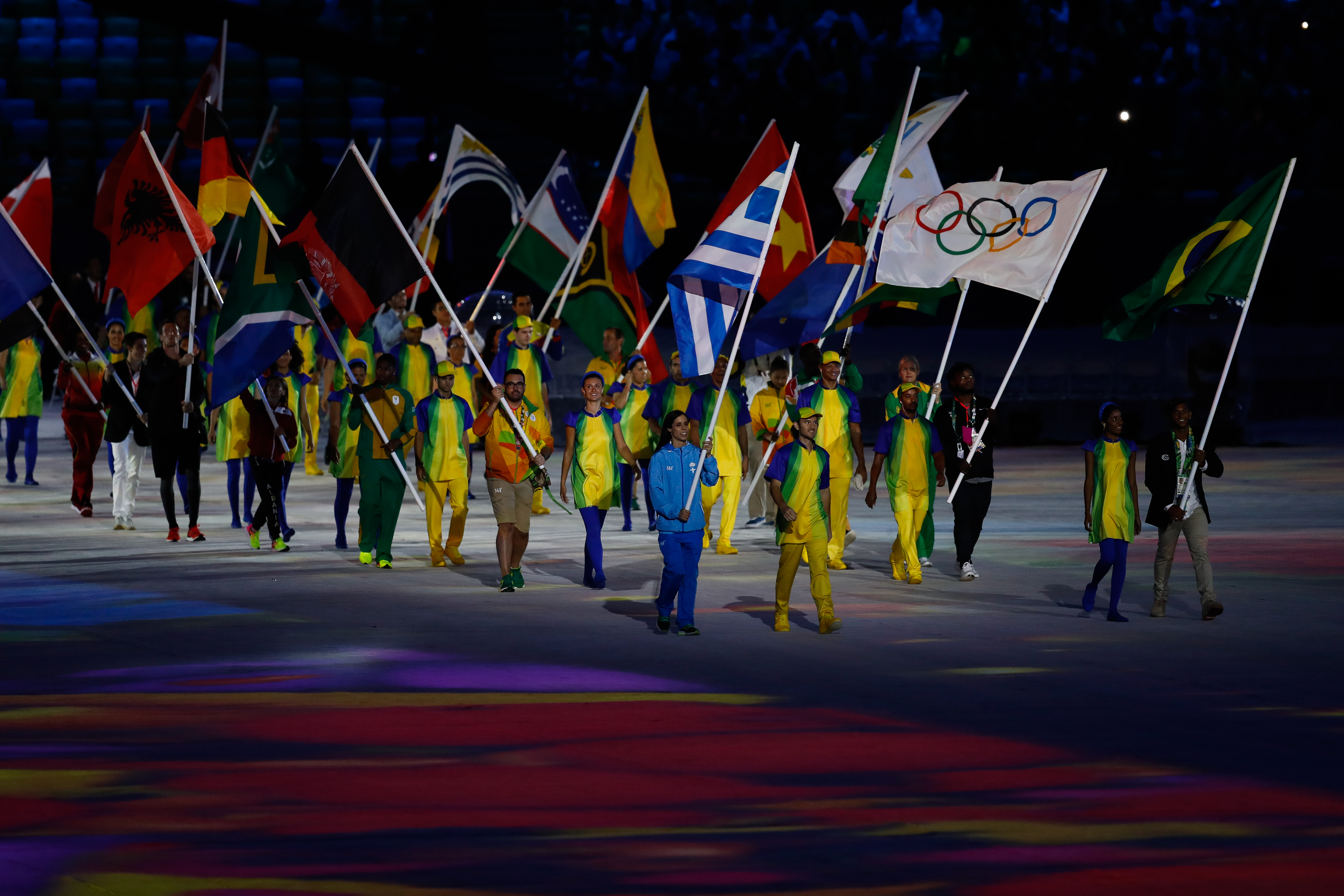
El Desfile de Banderas durante la ceremonia de clausura de las Olimpiadas de Verano Río 2016

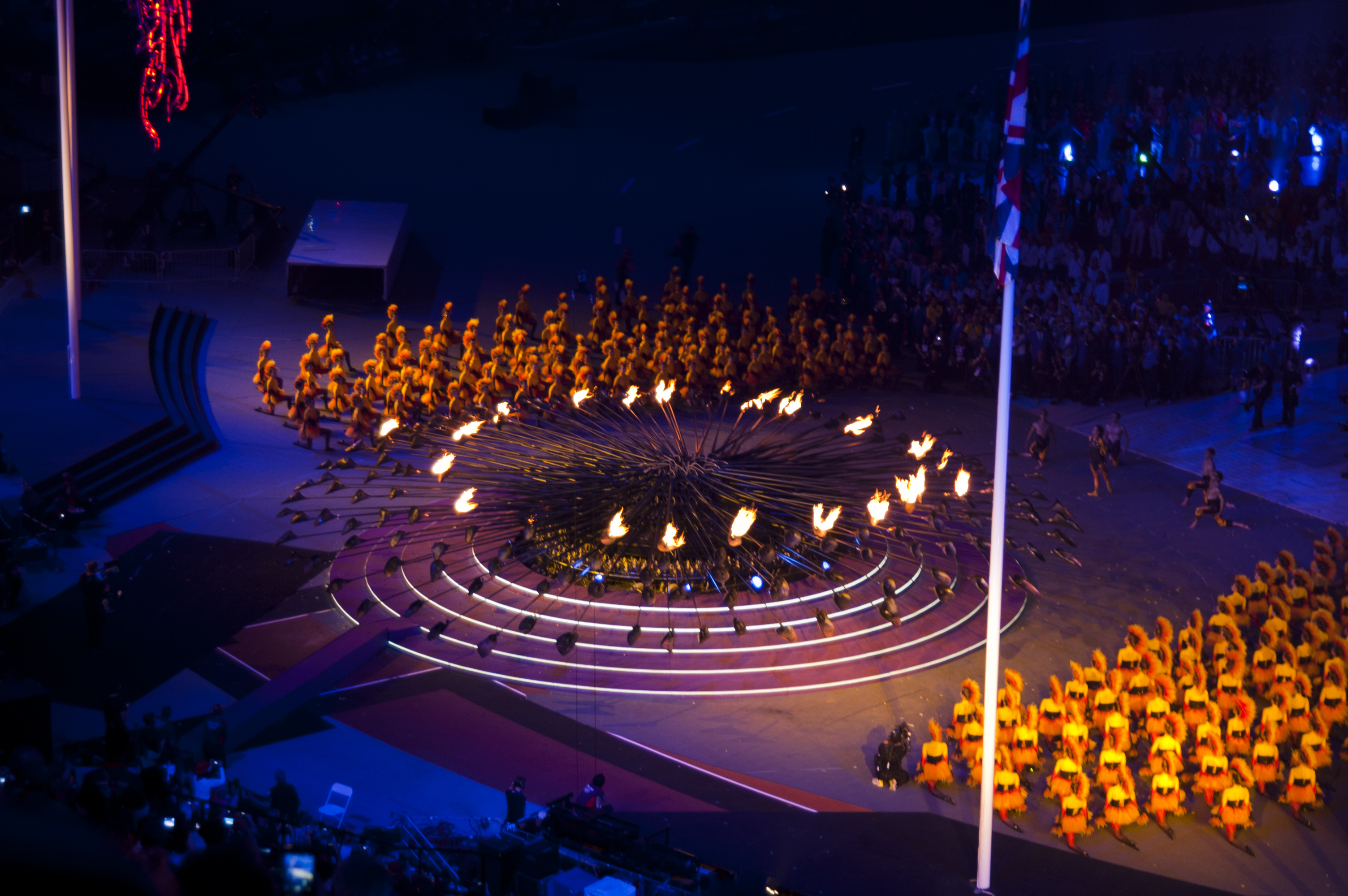
La Llama Olímpica saliendo lentamente durante las Olimpiadas de Verano de Londres 2012

En contraste con las ceremonias de inauguración, muchos elementos de las ceremonias Olímpicas de clausura gradualmente se han desarrollado más por tradición que por mandato oficial.
Al igual que las ceremonias de inauguración, las ceremonias de clausura comienzan con el izamiento de la bandera del país anfitrión al son de su respectivo himno nacional. La parte tradicional de las ceremonias de clausura comienza con el "desfile de banderas", donde abanderados de cada país participante entran en fila al estadio. Detrás de ellos entran la mayoría de los deportistas sin distinción ni agrupación por nacionalidad. Esta tradición de amalgama de los deportistas, conocida como "desfile de atletas", comenzó en los Juegos Olímpicos de Melbourne 1956 por sugerencia de un estudiante de Melbourne llamado John Ian Wing, quien pensó que sería una forma de reunir a los deportistas del mundo como "una nación". 
Antes de los juegos de 1956, ninguna delegación había hecho presencia en la ceremonia de clausura de los juegos, incluyendo las Olimpiadas antiguas. Fue la primera marcha internacional por la paz en ser realizada.
Luego de que los deportistas hayan ingresado al estadio, se lleva a cabo la última ceremonia de entrega de medallas. El comité organizador, luego de consultar con el COI, determina qué evento tendrá entrega de medallas en la ceremonia de clausura. Para los Juegos Olímpicos de Verano, usualmente la última entrega de medallas es para la maratón masculina. Tradicionalmente, la maratón masculina se lleva a cabo en las últimas horas de competición del último día de los juegos, y la carrera termina justo antes del inicio de la ceremonia de clausura. Sin embargo, en Olimpiadas recientes la maratón masculina se ha llevado a cabo temprano por la mañana debido a problemas de calor. Desde Turín 2006, para las Olimpiadas de invierno la última entrega de medallas es para el esquí de fondo masculino de 50 kilómetros.
A continuación, se izan dos banderas al son de los respectivos himnos nacionales: la bandera de Grecia (cuna de los Juegos Olímpicos) y la bandera del país anfitrión de los siguientes Juegos Olímpicos. En las Olimpiadas de 1980 en Moscú, debido al boicot estadounidense, la bandera izada para representar al anfitrión de la siguiente edición de los juegos fue la bandera de la ciudad de Los Ángeles. En las Olimpiadas de 2000 y 2004, se izaron 2 banderas griegas (en 2000 porque Grecia sería el anfitrión de la siguiente edición y en 2004 porque Grecia estaba organizando los juegos). Luego, mientras suena el himno Olímpico, la bandera Olímpica es arriada y sacada del estadio.
En lo que se conoce como Ceremonia de Amberes (porque la tradición comenzó en los Juegos Olímpicos de Amberes 1920), la bandera olímpica es entregada por el alcalde de la ciudad anfitriona al presidente del COI, este a la vez la entrega al alcalde de la ciudad que organiza la siguiente edición de los juegos. Luego, el país anfitrión de la siguiente Olimpiada se presenta con exhibiciones artísticas representativas del país. Esta tradición comenzó en las Olimpiadas de 1976 en Montreal pero no se llevó a cabo en Moscú 1980 debido al boicot estadounidense.
Después, vienen los discursos del presidente del comité organizador y el presidente del COI. Este último declara clausurados los Olímpicos diciendo:

Y ahora, declaro los juegos de la [número ordinal de los Olímpicos de verano] Olimpiada / [número ordinal de los Olímpicos de invierno] Juegos Olímpicos de Invierno cerrados. De acuerdo a la tradición, hago un llamado a la juventud del mundo para reunirse dentro de 4 años en [nombre de la ciudad anfitriona de la siguiente Olimpiada] para celebrar los juegos de la [número ordinal de los siguientes Olímpicos de verano] Olimpiada / [número ordinal de los siguientes Olímpicos de invierno] Juegos Olímpicos de Invierno.

Una serie de números musicales con intérpretes locales es presentado a los atletas y la audiencia para su esparcimiento. Todo ello precede, finalmente, al momento en el que Llama Olímpica es extinguida, marcando el fin de los Juegos. El apagado de esta suele hacerse también con un acto significativo, menos llamativo que el encendido, aunque esta costumbre solo se ha replicado en las últimas ediciones.